# 清水望
清水望（日语：／ Shimizu Nozomi，1996年5月31日—），前日本女子羽毛球運動員。福岡縣出生，畢業於那珂川中学校及大宮東高校，其後加入日立化成，隸屬事務部，並為羽毛球隊的成員。2023年起代表澳洲參加國際賽。

## 簡歷
2016年2月，清水望出戰雪梨羽毛球國際賽，與本田惠利奈合作拿得女子雙打亞軍。
2017年3月，清水望與本田惠利奈出戰越南羽毛球國際挑戰賽，贏得二人首個國際賽事的冠軍。同年10月，二人又在捷克羽毛球公開賽赢得女雙冠軍。

## 主要比賽成績
只列出曾進入準決賽的國際賽事成績：
| 年份      | 賽事                 | 公開賽級別 | 項目     | 拍檔                | 成績   |
| --------- | -------------------- | ---------- | -------- | ------------------- | ------ |
| 代表 日本 |                      |            |          |                     |        |
| 2016年    | 雪梨羽毛球國際賽     | 國際系列賽 | 女子雙打 | 本田惠利奈          | 亞軍   |
| 2017年    | 越南羽毛球國際挑戰賽 | 國際挑戰賽 | 女子雙打 | 本田惠利奈          | 冠軍   |
| 2017年    | 捷克羽毛球公開賽     | 國際挑戰賽 | 女子雙打 | 本田惠利奈          | 冠軍   |
| 2018年    | 越南羽毛球國際挑戰賽 | 國際挑戰賽 | 女子雙打 | 本田惠利奈          | 準決賽 |
| 2018年    | 大阪羽毛球國際挑戰賽 | 國際挑戰賽 | 女子雙打 | 本田惠利奈          | 準決賽 |
| 2018年    | 南澳洲羽毛球國際賽   | 國際挑戰賽 | 女子雙打 | 本田惠利奈          | 冠軍   |
| 2019年    | 芬蘭羽毛球公開賽     | 國際挑戰賽 | 女子雙打 | 本田惠利奈          | 冠軍   |
| 2019年    | 俄羅斯羽毛球公開賽   | 超級100賽  | 女子雙打 | 本田惠利奈          | 準決賽 |
| 2019年    | 越南羽毛球公開賽     | 超級100賽  | 女子雙打 | 本田惠利奈          | 準決賽 |
| 代表      |                      |            |          |                     |        |
| 2023年    | 本迪戈羽毛球國際賽   | 國際挑戰賽 | 女子雙打 | Priska Kustiadi     | 準決賽 |
| 2024年    | 芬蘭羽毛球國際賽     | 未來系列賽 | 女子雙打 | Priska Kustiadi     | 冠軍   |
| 2024年    | 雪梨羽毛球國際賽     | 國際挑戰賽 | 女子雙打 | 格羅婭·薩莫維爾     | 準決賽 |
| 2024年    | 雪梨羽毛球國際賽     | 國際挑戰賽 | 混合雙打 | 安迪卡·拉馬迪安斯亞 | 亞軍   |
| 2024年    | 威爾斯羽毛球國際賽   | 國際系列賽 | 女子雙打 | Iris Van Leijsen    | 亞軍   |

| 2007-2017年 | 首要超級賽 | 超級賽 | 黃金大獎賽 | 大獎賽 | 國際挑戰賽 | 國際系列賽 | 未來系列賽 | 其他 |

| 2018-2026年 | 總決賽 | 超級1000賽 | 超級750賽 | 超級500賽 | 超級300賽 | 超級100賽 | 國際挑戰賽 | 國際系列賽 | 未來系列賽 | 其他 |